# Jūrmala

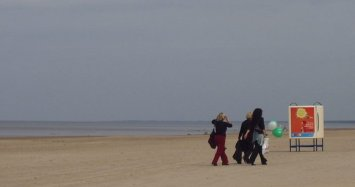
Het strand van Jūrmula

Jūrmala (Duits: Riga-Strand) is een badplaats in Letland met 55.603 inwoners (2005). De naam betekent "zeeplaats" of "strand" in het Lets. Het stadje strekt zich uit over een kuststrook van 32 kilometer, ingeklemd tussen de Golf van Riga en de rivier Lielupe.
Jūrmala bezit stadsrecht sinds 1920. Vroeger onderdeel van het district Riga, tegenwoordig zelfstandig stadsgewest. De stad bestaat uit meerdere deels aaneengesloten kernen. Van oost naar west zijn dit Ķemeri, Jaunķemeri, Sloka, Kauguri, Vaivari, Asari, Melluži, Pumpuri, Jaundubulti, Dubulti, Majori, Dzintari, Bulduri en Lielupe.
Jūrmala ligt niet ver van Riga. In ongeveer 15 minuten kan men per bus of trein in Jūrmala zijn.
Jūrmala is lid van de Unie van Baltische Steden.

## Geschiedenis
Jūrmala's reputatie als zeebad begon eind 18de eeuw. In het begin van de 19de eeuw kwam in het Russische Keizerrijk de traditie op bij rijke burgers en officieren om zich aan de kust te ontspannen. De opening van de Riga-Tukums spoorlijn in 1877 was een belangrijke stimulans voor de ontwikkeling als kuuroord. De zeewind, dennenbossen, minerale bronnen en langgestrekt zandstrand bevorderden de bouw van sanatoria.
In het communistische tijdperk was het een favoriet vakantie-oord voor de top van de Communistische Partij. Zo bezochten Brezjnev en Chroesjtsjov het plaatsje regelmatig.
In 1994 kwam er een einde aan de Russische overheersing en het Russisch werd verwijderd van de straatnaambordjes. De grote communistische strandhotels van weleer worden gaandeweg gerenoveerd. Mede door de gunstige ligging in de buurt van Riga, is Jūrmala tegenwoordig weer een populaire toeristische attractie en trekken de stranden nu ook veel westerse toeristen.
De stad telt 414 historische gebouwen en objecten. Daarnaast staan er in het gebied zo'n 3500 houten gebouwen, veelal in Art-nouveaustijl.
Van 2002 tot 2014 werd in Jūrmala jaarlijks het muziekfestival New Wave gehouden.

## Geboren
- Aleksandr Kaleri (1956), Russisch kosmonaut